# Вигер II
Вигер II (на немски: Wigger II ((Widelo); † 997/1005/1009) е от ок. 997 до ок. 1009 г. граф във Вестергау (Гермармарк) и Вайтагау в Тюрингия. Наричан е също Вигер (Видело) II маркграф фон Плайсенгау/Плайсенланд. От него произлизат господарите и графовете на Билщайн.

## Произход и управление
Той е син на Вигер I († 981), първият маркграф на Маркграфство Цайц, и съпругата му от Саксония, незаконна дъщеря на херцог Ото I Саксонски († 912). По баща е внук на граф Зигфрид от Мерзебург († 937) и племенник на маркграф Геро I Железния († 965).
Вигер II наследява баща си през 981 г. като граф във Вестергау (Гермармарк) и Вайтагау в Тюрингия. Другите части са наследени от маркграфовете Рикдаг и Екехард I фон Майсен.
През 1009 г. Вигер II освещава построената от него църква в Дорла чрез архиепископ Вилигис от Майнц. По този случай в завещанието си той нарежда след смъртта му манастир Майнц да получи църквата и целия му алод в село Дорла.
От 10 до 12 век „фамилията Вигер“ е могъщ графски род в Тюрингия заедно с Екехардините, графовете фон Кефернбург, графовете фон Шварвбург и графовете фон Ваймар. От ок. 1130 г. фамилията му се нарича на техния замък Билщайн, западно от Албунген, днес част от Ешвеге. Този замък те са построили ок. 1100 г.

## Фамилия
Вигер II има с неизвестна жена един син:
- Ругер I фон Плайсенгау († ок. 24 април 1041), маркграф на Плайсенгау, баща на граф Ругер II фон Билщайн († 1096), женен за фон Гуденсберг († ок. 1066).

Вигер II се жени за Фридеруна фон Нитее и има с нея един син:
- Еберхард фон Билщайн († сл. 1093), господар на Билщайн, баща на Матилда фон Билщайн († сл. 1092), омъжена за Куно фон Арнсберг († пр. 1093)